# Potłumek trwałowieczek
Potłumek trwałowieczek (Weissia longifolia Mitt.) – gatunek mchu należący do rodziny płoniwowatych (Pottiaceae Schimp.). Mech niewielkich rozmiarów, rozpowszechniony na półkuli północnej.

## Rozmieszczenie geograficzne
Występuje w Europie, Ameryce Północnej, Azji (Chiny, Indie, Pakistan, Rosja), Japonii i północnej Afryce. W Polsce podawany m.in. z obszaru województwa śląskiego.

## Morfologia
GametofitTworzy luźne, często ciemnozielone darnie. Łodyżki stojące, zazwyczaj pojedyncze, wysokości do 5 mm. Listki wąskolancetowate do podłużnie lancetowatych, często stłoczone przy szczytach łodyżek, silnie poskręcane w stanie suchym, rozpostarte, gdy wilgotne. Powyżej podstawy listka brzegi blaszki silnie podwinięte. Żebro dość grube.
SporofitSeta bardzo krótka, długości około 1 mm. Puszka zarodni stojąca, podłużnie jajowata, perystomu brak.

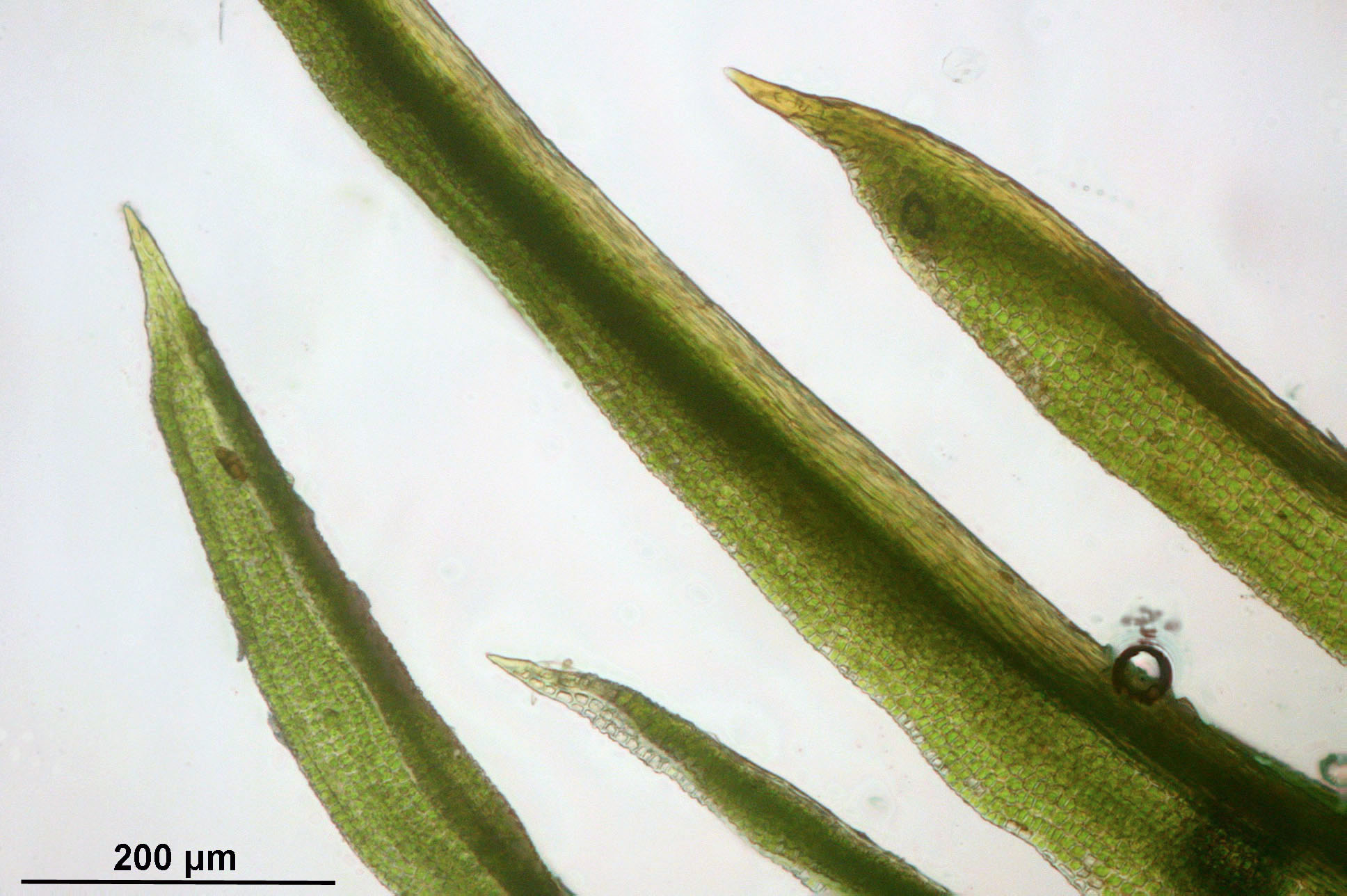
Listki

## Biologia i ekologia
Rośnie na leśnej ziemi, skałach lub głazach. Spotykany także na cienkiej warstwie gleby na ocienionych skałach.

## Systematyka i nazewnictwo
Synonimy: Astomum acuminatum Dixon & Thér., Astomum intermedium Péterfi, Phascum crispum Hedw., Weissia aciculata Mitt., Weissia convolutacea Mitt.

## Zagrożenia
W Polsce gatunek nie jest zagrożony. Został wpisany na czerwoną listę mszaków województwa śląskiego z kategorią zagrożenia LC (najmniejszej troski, stan na 2011 r.). W Czechach nadano mu kategorię LC (2005 r.), na Słowacji kategorię NT (bliski zagrożenia, 2001 r.).